# Chełm Żarski
Chełm Żarski (niem. Kulm) – wieś w Polsce położona w województwie lubuskim, w powiecie żarskim, w gminie Lubsko, przy drodze wojewódzkiej nr 289, ok. 5 km od centrum Lubska.
W latach 1975–1998 miejscowość administracyjnie należała do województwa zielonogórskiego.